# Loire-les-Marais

Loire-les-Marais este o comună în departamentul Charente-Maritime, Franța. În 1 ianuarie 2022 avea o populație de 382 de locuitori.